# Moussa Camara
Moussa Camara – gwinejski piłkarz grający na pozycji obrońcy. W swojej karierze grał w reprezentacji Gwinei.

## Kariera reprezentacyjna
W 1980 roku Camara został powołany do reprezentacji Gwinei na Puchar Narodów Afryki 1980. Zagrał w nim w trzech meczach grupowych: z Marokiem (1:1), w którym strzelił gola, z Ghaną (0:1) i z Algierią (2:3). Został wybrany do Najlepszej Jedenastki turnieju.